# Myanlagonops gracilipes
Genre
Espèce
Myanlagonops gracilipes, unique représentant du genre Myanlagonops, est une espèce éteinte d'araignées aranéomorphes de la famille des Lagonomegopidae.

## Distribution
Cette espèce a été découverte dans de l'ambre de Birmanie. Elle date du Crétacé.

## Publication originale
- (en) Wunderlich, 2012 : On the fossil spider (Araneae) fauna in Cretaceous ambers, with descriptions of new taxa from Myanmar (Burma) and Jordan, and on the relationships of the superfamily Leptonetoidea. Beiträge zur Araneologie, vol. 7, p. 157–232.